# لورین روژو
لورین روژو (فرانسوی: Lauriane Rougeau‎؛ زادهٔ ۱۲ آوریل ۱۹۹۰) بازیکن هاکی روی یخ اهل کانادا است.